# Hungária irodalmi lexikon
A Hungária irodalmi lexikon egy 20. század közepén megjelent magyar irodalmi lexikon.

## Története
A Hungária irodalmi lexikon a második világháború utáni első magyar irodalmi lexikonként látta meg a napvilágot Budapesten a Hungária Kiadó gondozásában 1947-ben. A nagyalakú, 624, három hasábos oldalas alkotás szerkesztési munkálatait 1943-tól Révay József egyetemi tanár és Kőhalmi Béla, a fővárosi könyvtár igazgatója végezte el.
Az Előszóban összefoglalták a lexikon megszületésének történetét. Ezek szerint: 
„Történelmünk legviharosabb évének legszégyenletesebb napjaiban fogtunk hozzá ennek a világirodalmi lexikonnak elkészítéséhez. Akkor már tizenhét éve volt, hogy utoljára jelent meg irodalmi lexikon Magyarországon és tizenhét év az irodalomban nagy idő: írók és irányok tűnnek fel és le, buknak és diadalmaskodnak, tehetségek bukkannak fel és mondanak csődöt a lexikon csak akkor tudna a tehetség s az írás iramával lépést tartani, ha sohasem nyomtatnák ki. Ha volna egy szép palota s a termeiben szorgalmas munkatársak, tanárok, tudósok, írók és kritikusok napról-napra számon tartanák és följegyeznék a világ minden irodalmi eseményét, könyvét, íróját, színházát. Valóban, a lexikon igazán csak akkor jó, ha élő lexikon, hiszen az irodalom is él és az alkotás nem fejeződik be soha. Lexikont lezárni csak úgy lehet, ha mindjárt vállaljuk is a hiányosság, tökéletlenség és pontatlanság bűneit. Nekünk azonban számot kellett vetnünk azzal, hogy először is nincs ilyen tündérpalota, másodszor pedig a közönség mégis csak szeretne tájékozódni az írókról, irodalmi irányokról, s főképpen a legújabbakról, ha csak arra a néhány évre is, ameddig lexikonunk élő lexikon marad.”
A lexikon az előszó szerint nem csak egyszerűen újabb magyar és külföldi írókat is bemutatott, hanem a Horthy-világban mellőzött, szocialista szemléletű írókat is. A szorosan vett szépírók mellett helyet kapott több irodalomtörténész, esztétikus, szociológus, filozófus, és történész is a kötet lapjain. A nyomdában kiszedett lexikon Budapest ostroma alkalmával majdnem elpusztult. A háború után a szovjet írók adataival egészítették ki tartalmát. Az egyes szócikkek olvasmányosak és rövidek lettek, szakirodalmi tájékoztatást külön nem tartalmaztak, emellett gyakran a születési dátumok és a művek megjelenési helye, ideje hiányzott. A problémákat Czibor János Komolytalan lexikon című bírálata foglalta össze.
A kötet értéke ugyanakkor, hogy a lexikon után volt még egy kis része: Függelék: Irodalmi alkotások időrendje. Ez egy magyar és világirodalmi kronológia volt, amely K. Havas Géza összeállításában felsorolta a Kr. e. XXVI. század és Kr. u. 1946 közötti jelentős írókat, alkotásokat. A kronológia anyaga nincs teljes átfedésben a kötet anyagával, azaz vannak csak a lexikonban vagy csak a kronológiában szereplő alkotók, alkotások. A zsidó származású K. Havas Géza már nem élte meg a mű megjelenését: a holokauszt alatt elhurcolták Magyarországról és egy ausztriai koncentrációs táborban hunyt el. 
A mű egyszerű barna papírborítóval, és díszes zöld gerinccel került forgalomba. Elején a cím mellett a kiadó egyiptomi kereszt-szerű jelvénye látható. Napjainkban a kötet antikváriusi úton szerezhető be, fakszimile és elektronikus kiadása nincs.